# The Simpsons (sæson 3)
Den tredje sæson af tv-serien The Simpsons blev første gang sendt i 1991 og 1992.

## Afsnit
- Stark Raving Dad
- Mr. Lisa Goes to Washington
- When Flanders Failed
- Bart the Murderer
- Homer Defined
- Like Father, Like Clow
- Treehouse of Horror II
- Lisa's Pony
- Saturdays of Thunder
- Flaming Moe's
- Burns Verkaufen der Kraftwerk
- I Married Marge
- Radio Bart
- Lisa the Greek
- Homer Alone
- Bart the Lover
- Homer at the Bat
- Separate Vocations
- Dog of Death
- Colonel Homer
- Black Widower
- The Otto Show
- Bart's Friend Falls in Love
- Brother, Can You Spare Two Dimes?